# « Il » est revenu
Ne doit pas être confondu avec Il est de retour (film).
 (octobre 2017).
Si vous disposez d'ouvrages ou d'articles de référence ou si vous connaissez des sites web de qualité traitant du thème abordé ici, merci de compléter l'article en donnant les références utiles à sa vérifiabilité et en les liant à la section « Notes et références ».
« Il » est revenu, Ça ou encore ÇA - Il est revenu au Québec (Stephen King's It), est une mini-série américaine réalisée par Tommy Lee Wallace, diffusée les 18 novembre 1990 et 20 novembre 1990 sur ABC. En France, les deux parties ont été diffusées le 16 octobre 1993 sur M6. Il s'agit d'une adaptation du roman Ça de Stephen King.

## Synopsis

### Première partie: 1960
En 1960, dans la petite ville de Derry, dans le Maine, la tranquillité de ses habitants est perturbée par une série de disparitions et de meurtres atroces : une petite fille, Laurie Ann Winterbarger, est sauvagement assassinée dans la cour-arrière de sa maison. Le bibliothécaire, Mike Hanlon, entend parler du drame et se rend sur les lieux. Lorsqu'il découvre une photo d'un garçon, Georgie, près des lieux du crime, il comprend que « Ça », une créature maléfique vivant dans les égouts et prenant la forme qui lui plait, notamment celle d'un clown nommé Grippe-Sou (Pennywise dans la version originale) en attirant les enfants avec des ballons de couleur, est de retour et est derrière la tragédie.
Trente ans auparavant, le jeune Georgie Denbrough, âgé de six ans, joue avec un bateau en papier et le fait naviguer dans le caniveau, mais le bateau tombe dans les égouts. Le garçonnet rencontre Grippe-Sou, qui se trouve dans les égouts et tente amicalement, en apparence, de convaincre Georgie de le suivre, avant de montrer sa véritable nature en l'attrapant par le bras et en le tuant. Bill, le frère aîné de Georgie, est submergé par la culpabilité. Lorsqu'une photographie de Georgie prend vie, il prend peur, provoquant une aggravation de son bégaiement. Bill devient alors le leader d'un groupe d'adolescents, club nommé le « Club des Paumés » (ou « les Sept Veinards »), groupe où les enfants ont tous plus ou moins rencontré Grippe-Sou : Ben Hanscom, récemment installé à Derry et orphelin de père, est un garçon en surpoids, mais est déterminé et ingénieux, le fragile et timide Eddie Kaspbrak, qui est asthmatique. Ben est terrorisé par les visions de son père, tué durant la Guerre de Corée, qui tente de l'attirer dans les égouts, tandis qu'Eddie est harcelé par Grippe-Sou, en raison de son caractère chétif. Les trois garçons sont rejoints par Beverly Marsh, la seule fille du groupe. Garçon manqué vivant avec un père violent, elle est attaquée par « Ça » lorsqu'il déverse du sang dans sa salle de bains, Richie Tozier (le comique de la bande et cinéphile), qui n'a pas peur d'affronter Henry Bowers, la brute de l'école, est agressé par le monstre en se faisant passer pour un loup-garou et Stanley Uris (observateur d'oiseaux et scout d'origine juive), l'a aperçu sous forme de momie dans une maison abandonnée. Mike est le dernier à débarquer dans la bande : récemment installé et scolarisé à Derry, il est dans le collimateur de Bowers parce qu'il est noir. Il découvre « Ça » lorsque son livre de photographies prend vie sous les yeux de ses autres amis, notamment une où l'on aperçoit Grippe-Sou, qui les menace.
Chacun d'entre eux fait face à ses propres peurs ainsi qu'au harcèlement d'Henry Bowers et décide d'affronter « Ça » afin de venger la mort de Georgie et les autres enfants tués par le monstre. Ils raisonnent que Grippe-Sou se nourrit de l'imagination de ses victimes et qu'il peut également être vulnérable aux faiblesses des formes qu'il revêt. Le groupe se rend dans les égouts, suivi de près par Henry et deux de ses amis, Victor et Belch, qui veulent se venger d'eux après une altercation. Le « Club des Paumés » entre dans la salle principale des égouts et remarque que Stan est manquant, ce dernier s'est fait attraper par Henry et Belch. Victor, chargé de créer une embuscade au reste du groupe, est tué par « Ça ». Au moment où Henry s'apprête à tuer Stan, une mystérieuse lumière blanche apparaît à travers un tuyau d'égout, qui emporte Belch, avant de revenir. Stan parvient à fuir, tandis que le regard d'Henry se fixe sur la lumière, qui s'avère être « Ça » qui l'épargne mais blanchit ses cheveux. Stan parvient à retrouver ses amis et leur dit que les « Lueurs Mortes » sont bien pires que Grippe-Sou et le « Club des Paumés » décide de ne pas regarder la lumière. Toutefois, Grippe-Sou attrape Stan, mais Eddie parvient à le blesser avec son inhalateur tandis que Beverly tire sur la tête de Grippe-Sou avec un lance-pierres et une boucle d'oreilles en argent massif en le blessant, dégageant la lumière. Mais le clown parvient à disparaître dans un drain. Sortis des égouts, les « Paumés » font la promesse de revenir un jour si le monstre est encore vivant. Henry, quant à lui, est arrêté et placé en hôpital psychiatrique après avoir avoué les meurtres des enfants.

### Seconde partie: 1990
En 1990, seul membre du « Club des Paumés » à être resté à Derry et dont les souvenirs sont encore intacts, Mike décide de contacter les autres, qui ont fait leur vie chacun de leur côté : Bill est devenu un auteur de romans d'horreurs à succès installé en Angleterre auprès de son épouse Audra, comédienne ; Ben, qui a perdu du poids (grâce à des prouesses en athlétisme), est devenu architecte à New York ; Beverly est styliste à Chicago, vivant une relation avec un homme présentant des similitudes avec son père abusif ; Eddie possède un service de limousine et habite toujours avec sa mère à Great Neck (New York) ; Richie est un comique à succès et vit à Beverly Hills ; enfin Stan est courtier immobilier à Atlanta. Les six personnes sont traumatisées par l'éveil de souvenirs des événements. Alors qu'ils ont tous accepté de revenir comme promis, Stan préfère se suicider dans sa salle de bains, en inscrivant « ÇA » sur le mur, incapable de faire face à sa peur.
Le « Club des Paumés » se retrouve à Derry, mais Grippe-Sou tente de les convaincre de fuir. Ils se retrouvent dans un restaurant chinois, gâché par « Ça » qui tente de les attaquer. Incapable de les tuer car son influence envers les adultes est limitée, Grippe-Sou prend la forme de Belch et rend visite à Henry à l'asile afin de le faire évader pour les tuer. Après une autre attaque de « Ça » à la bibliothèque, le « Club des Paumés », qui a appris la mort de Stan, se rend à l'hôtel, où Mike est grièvement blessé au couteau par Henry, qui est tué peu après au cours de la lutte par Eddie et Ben. L'agression de Mike, qui a survécu à ses blessures, force Bill et les autres à affronter à nouveau la créature. Parallèlement, Audra suit Bill à Derry mais tombe sous l'influence du monstre grâce à ses « Lueurs Mortes » et devient catatonique. Les cinq membres restants du « Club des Paumés » retournent dans les égouts et trouvent un chemin dans une grotte où ils découvrent la véritable forme de la créature ressemblant à une araignée géante qui dégage une lumière blanche, hypnotisant ainsi Bill, Ben et Richie. Eddie tente à nouveau de le blesser avec son inhalateur, mais est mortellement blessé. Beverly l'attaque avec le lance-pierres et les boucles d'oreilles récupérées par Mike dix ans auparavant et le blesse mortellement, libérant ses amis de l'emprise de « Ça ». Bill, Beverly, Ben et Richie démembrent le monstre agonisant et sortent des égouts avec les corps d'Eddie et Audra, toujours catatonique.
Mike, en convalescence à l'hôpital, marque ses propres souvenirs évanescents du passé dans des carnets. Chacun des membres du Club est retourné à sa vie respective : Richie tourne un film avec un partenaire ressemblant à Eddie, Ben et Beverly, qui sont tombés amoureux lors de leurs retrouvailles, se sont mis en couple et attendent un enfant. Audra, toujours catatonique de sa rencontre, est consolée par Bill qui se bat pour la faire revenir à elle à bord de Silver, la vieille bicyclette de Bill, comme il avait fait pour Stan lors de sa rencontre avec « Ça ». Alors que le couple est sur la route à vélo, Audra revient à elle, à la plus grande joie de Bill, qui s'arrête pour l'embrasser.
Sur le fondu au noir, le rire de Grippe-Sou le clown se fait entendre et est suivi par le générique de fin.

## Fiche technique
Sauf indication contraire, les informations mentionnées dans cette section peuvent être confirmées par la base de données cinématographiques IMDb,  présente dans la section « Liens externes ».
- Titre original : Stephen King's It
- Titre français : « Il » est revenu (VHS) / Ça de Stephen King (lors de sa diffusion à la télévision) / Ça (DVD)
- Titre québécois : ÇA - Il est revenu
- Réalisation : Tommy Lee Wallace
- Scénario : Lawrence D. Cohen et Tommy Lee Wallace, d'après le roman Ça de Stephen King
- Musique : Richard Bellis
- Direction artistique : Eric Fraser
- Décors : Douglas Higgins et Sandy Arthur
- Costumes : Monique Prudhomme
- Photographie : Richard Leiterman
- Son : Richard Patton, Clancy T. Troutman
- Montage : David Blangsted et Robert F. Shugrue
- Producteurs délégués : Allen S. Epstein et Jim Green

Producteur superviseur : Matthew O'Connor
Producteur associé : Mark Bacino
- Sociétés de production[2] : Green/Epstein Productions, Konigsberg/Sanitsky Company, Lorimar Television
- Sociétés de distribution[2] : American Broadcasting Company (ABC) (États-Unis), M6 (France)[3]
- Pays d'origine :  États-Unis,  Canada
- Langue : anglais
- Format : couleur — 35 mm — 1,33:1 (TV / Blu-ray) — 1,78:1 (DVD) — son Stéréo
- Genres : fantastique, épouvante-horreur, drame
- Durée : 94 minutes (Partie 1)[4] / 93 minutes (Partie 2)[5]
- Dates de premières diffusions :
  - États-Unis : 18 novembre 1990 et 20 novembre 1990 sur ABC
  - France : 16 octobre 1993 sur M6
- Classification[6] :
  -  États-Unis : 
    - TV-G (La plupart des parents peuvent considérer ce programme comme approprié pour les enfants) pour l'épisode 1
    - TV-14 (Ce programme contient des éléments que les parents peuvent considérer inappropriés pour les enfants âgés de moins de 14 ans) pour l'épisode 2

  -  Canada : PG sauf au Québec, 13 ans et plus au Québec
  -  France : déconseillé aux moins de 12 ans lors de sa diffusion en France, accord parental en vidéo[Note 1].

## Distribution
Légende : 1er doublage de 1993 et 2e doublage de 2003

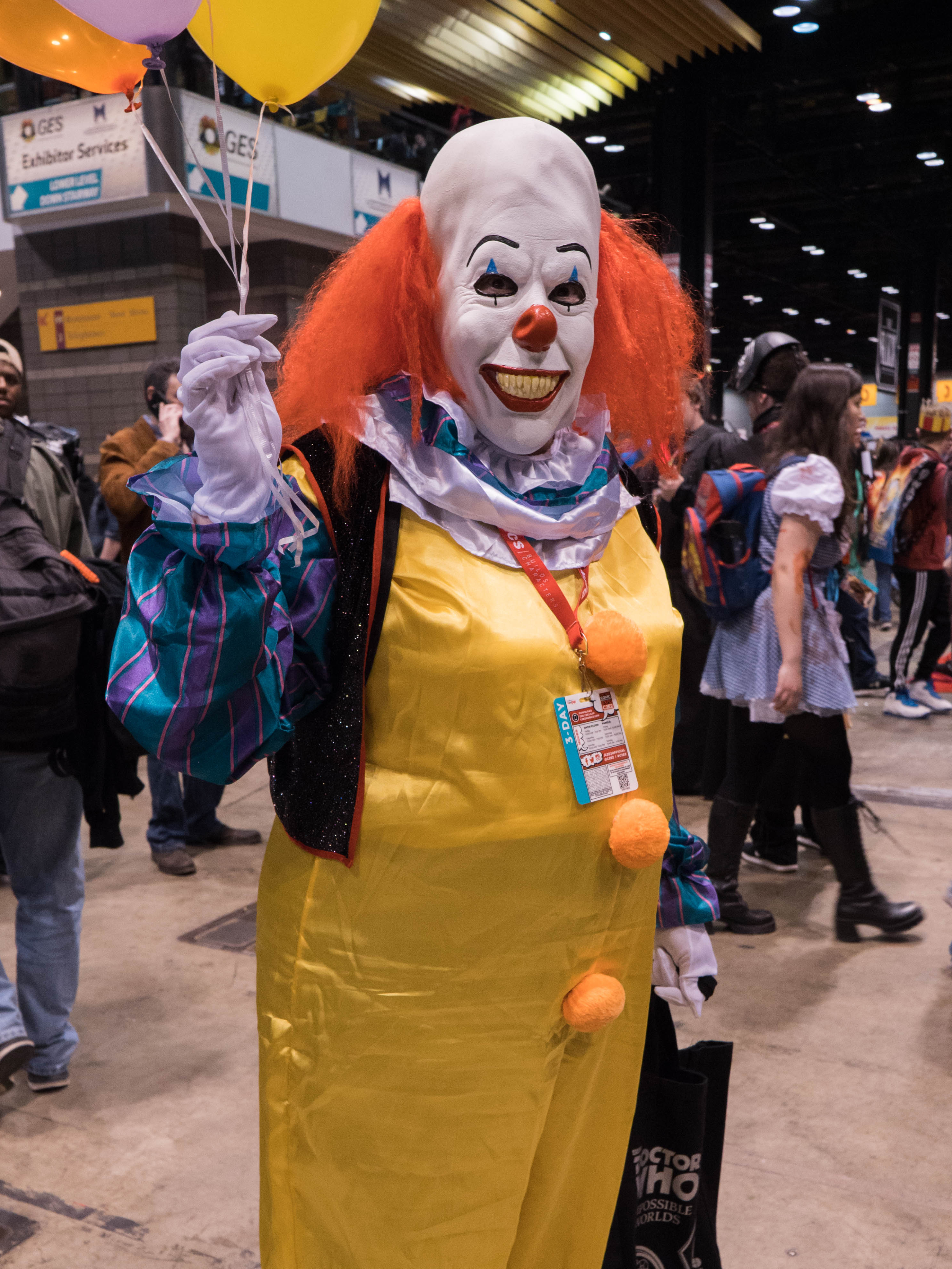
Cosplay du personnage de Ça.

- Harry Anderson (en) (VF : Denis Boileau et Vincent Violette) : Richard 'Richie / Trashmouth' Tozier, imitateur vedette, vit à Beverly Hills, Californie
- Dennis Christopher (VF : Thierry Wermuth et Jean-Pierre Leroux) : Edward 'Eddie' Kaspbrak, asthmatique, patron d'une société de limousine, vit à Great Neck, New York
- Richard Masur (VF : Bernard Métraux et Denis Boileau)  : Stanislas 'Stanley / Stan' Uris, expert-comptable, vit à Atlanta, Géorgie
- Annette O'Toole (VF : Denise Metmer et Emmanuèle Bondeville) : Beverly 'Bev / Bevvie' Marsh, styliste, vit à Chicago, Illinois
- Tim Reid (VF : Sady Rebbot et Jean-Louis Faure) : Michael 'Mike / Mikey' Hanlon, bibliothécaire, est resté vivre à Derry
- John Ritter (VF : Jean Barney et Georges Caudron) : Benjamin 'Ben / Haystack' (Meule de foin en VF) Hanscom, architecte de renom, vit à New York
- Richard Thomas (VF : Jean-François Vlérick et idem) : William 'Stuttering Bill' (Bill le Bègue en VF) Denbrough, écrivain, vit à Hampstead Heath, Angleterre
- Tim Curry (VF : Jacques Ciron et Idem) : Robert 'Bob' Gray / Grippe-Sou / Ça
- Michael Cole (VF : Jacques Brunet et Thierry Murzeau) : Henry Bowers - adulte, est hospitalisé à Juniper Hills
- Jonathan Brandis (VF : David Lesser et Brice Ournac) : William 'Stuttering Bill' Denbrough - adolescent
- Brandon Crane (VF : Yann Le Madic) : Benjamin 'Haystack' Hanscom - adolescent
- Adam Faraizl (VF : Dimitri Rougeul) : Edward 'Eddi' Kaspbrak - adolescent
- Seth Green (VF : Hervé Rey et idem) : Richard 'Richie' Tozier - adolescent
- Ben Heller (VF : Alexandre Aubry) : Stanley 'Stan' Uris - adolescent
- Emily Perkins (VF : Chantal Macé) : Beverly 'Bev' Marsh - adolescent
- Marlon Taylor (VF : Yoann Sover) : Michael 'Mike' Hanlon - adolescent
- Tony Dakota : Georgie Denbrough, frère cadet de Bill, première victime de Ça
- Olivia Hussey (VF : Céline Monsarrat et Idem) : Audra Phillips Denbrough, comédienne et épouse de Bill
- Ryan Michael (VF : Lionel Henry et Constantin Pappas) : Tom Rogan, associé et compagnon de Beverly
- Russell Roberts (VF : Patrick Messe et Jean-Jacques Nervest) : Greco, producteur et ancien amant d'Audra
- Caitlin Hicks : Patricia 'Patti' Uris, la femme de Stan
- Merrilyn Gann : Mme Winterbarger
- Claire Vardiel : Arlene Hanscom, mère de Ben
- Sheila Moore : Sonia Kaspbrak, mère d'Eddie
- Frank C. Turner (VF : Philippe Catoire) : Alvin 'Al' Marsh, père de Beverly
- Jarred Blancard (VF : Vincent Barazzoni et Geoffrey Vigier) : Henry Bowers - adolescent
- Gabe Khouth : Victor 'Vic' Criss, copain de Henry
- Drum Garrett : Reginald 'Belch' Huggins dit « le rôteur », copain de Henry
- Terence Kelly (VF : Jacques Brunet et Thierry Murzeau) : l'officier Nell
- Venus Terzo : Cyndi
- Florence Patterson : Mme Kersh, vieille dame ayant repris l'appartement d'Alvin Marsh
- William B. Davis : le surveillant à la cafétéria
- Tom Heaton : Mr. Keene
- Garry Chalk : le coach
- Megan Leitch : la bibliothécaire

 Source et légende : version française (VF) sur RS Doublage et Allodoublage

## Accueil
Aux États-Unis, « Il » est revenu est diffusé sur la chaîne ABC comme un téléfilm en deux parties le 18 et le 20 novembre 1990,. La première partie a été vue par 17,5 millions de téléspectateurs (soit 18,5 % de parts d'audience), tandis que la seconde partie par 19,2 millions de téléspectateurs (soit 20,6 % de parts d'audience).

## Distinctions
Entre 1991 et 2006, « Il » est revenu a été sélectionné 5 fois dans diverses catégories et a remporté 3 récompenses.

### Récompenses
- Primetime Emmy Awards 1991 : Primetime Emmy de la réalisation exceptionnelle en composition musicale d'une mini-série pour Richard Bellis
- American Cinema Editors 1991 : Eddie Award du meilleur épisode édité d'une mini-série télévisée pour Robert F. Shugrue et David Blangsted
- Online Film & Television Association 2006 : OFTA Film Hall of Fame pour les programmes de télévision

### Nominations
- Primetime Emmy Awards 1991 : montage exceptionnel pour une mini-série - Production d'une seule caméra pour Robert F. Shugrue et David Blangsted
- Young Artist Awards 1991 : meilleur jeune acteur dans un téléfilm, un pilote ou un spécial pour Brandon Crane

## Autour de la mini-série
- Le tournage s'est déroulé à Anmore, Chicago, New Westminster, New York et Vancouver.
- Il s'agit du premier rôle à l'écran de l'actrice canadienne Chelan Simmons, revue plus tard dans L'Île des insectes mutants (2004) ou Destination finale 3 (2006).
- Pour le personnage de Grippe-sou, le clown maléfique du téléfilm (et du roman), Stephen King s'est sans doute inspiré de John Wayne Gacy Jr. Tueur en série américain. On l'avait surnommé le clown tueur en raison de ses activités bénévoles à l'hôpital de son comté, où il se déguisait en clown. Il fut déclaré coupable du viol et du meurtre de 33 jeunes hommes et fut exécuté en 1994.

## Editions en vidéo
- VHS : sortie en France en 1991 en location puis en 1992 en vente jusqu'en 2000 sur une bande de 3 heures
- DVD : sortie en France chez Warner Home Vidéo le 12 mars 2003 avec un nouveau doublage, il n'y a que les comédiens Jacques Ciron, Jean-François Vlérick, Hervé Rey et Céline Monsarrat qui ont refait la version française, les autres acteurs n'ont pas la même voix que sur le doublage VHS (en raison notamment du décès de Sady Rebbot en 1994). Denis Boileau, lui, change de rôle pour ce redoublage. Le DVD est recto/verso : 1re partie face A, et 2e partie face B et au format 1.85:1 panoramique 16/9[12].
- Blu-Ray : sortie en France le 12 octobre 2016 en Édition limitée Steelbook avec le redoublage de 2003 et ressortie en France le 4 septembre 2019 avec un nouveau visuel, mais toujours avec le redoublage de 2003. Le format vidéo des Blu-ray est le format original de la VHS du téléfilm, le 4/3.

## Autre adaptation
Une adaptation cinématographique, en préparation entre 2011 et 2015, devait être réalisée par Cary Joji Fukunaga. Cependant, début 2015, Fukunaga préfère jeter l'éponge après des restrictions budgétaires. Le projet est finalement repris par Andrés Muschietti et Ça sort en 2017, suivi d'un Chapitre 2 deux ans plus tard.